# 幸せの鐘
「幸せの鐘」（しあわせのかね）は、チベット族中国人女性歌手、alanのインターネット配信曲。

## 解説
2008年5月20日にavex traxよりリリースされた。中国では「愛就是手」というタイトルで配信。CDでの発売は行わず、インターネットでの配信のみ。
2008年5月12日に発生した中国四川大地震災害への義援活動として、リリースされた。配信収益は409万円になり、全額赤十字に寄付された。2009年5月31日をもって配信を終了した。
その後、2009年7月10日に発売の中国語1stアルバム「心的東方」に中国語版、2009年9月2日に発売の10thシングル「BALLAD 〜名もなき恋のうた〜」に日本語版の「2009 ver.」がそれぞれ収録された。

## 収録曲

### 日本語版
1. 幸せの鐘 (作詞: 御徒町凧　作曲: 菊池一仁　編集: tasuku)

### 中国語版
1. 愛就是手 (作詞: 林明陽)